# گویسک
گویسک (به لاتین: Gójsk) یک روستا در لهستان است که در گمینا شچوتووو واقع شده‌است.